# Carl August Müller
Carl August Müller (* 11. Januar 1804 in Adorf/Vogtland; † 27. Januar 1870 in Mainz) war ein deutscher Hofinstrumentenbauer und Metallblasinstrumenten-Fabrikant. Im Laufe seines Lebens entwickelte, erfand und verbesserte er Instrumentenbauarten. Diese finden teils heute noch Anwendung.

## Leben und Wirken
In seiner Geburtsstadt Adorf, die heute zum Musikwinkel gezählt wird, war Müller wahrscheinlich Schüler des Instrumentenbauers Johann Gottlieb Roth sen. (1787–1864). In den 1820er Jahren wanderte er aus dem Königreich Sachsen nach Mainz aus, um dort als Instrumentenmacher zu arbeiten. In den ersten Jahren in Mainz war er an der Schott-Manufaktur tätig, bis er sich schließlich 1827 mit der Firma C. A. Müller Musikinstrumenten-Fabrik selbstständig machte, um fortan unter eigenem Namen Instrumente zu fabrizieren. Bis nach 1830 stellte er jedoch auch weiterhin Instrumente für Schott her.

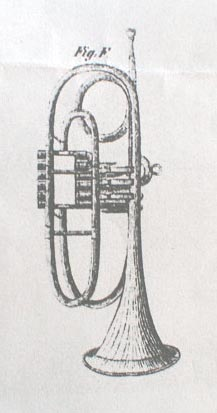
Trompete mit drei Ventilen und „Neumainzer Druckwerk“, C. A. Müller (ca. 1833)

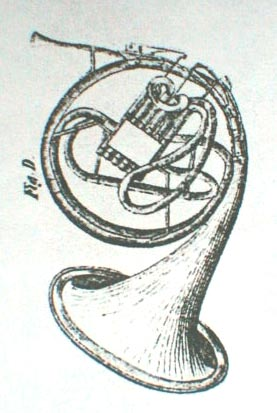
Dreiventiliges Waldhorn („Altmainzer Modell“) von C. A. Müller (1827–1833)

Bereits 1830 fügte er ein drittes Ventil zum Ventilhorn und zur Ventiltrompete hinzu und war somit ein Pionier auf diesem Gebiet. Diese Bauweise nach Müller ist bis heute gültig. Im selben Jahr erhielt unter seinen Händen das Horn erstmals ein drittes Ventil. Müller führte in Mainz zunächst das Mainzer Modell (später Altmainzer Modell) ein, das in ähnlicher Form schon von Johann Gottlieb Roth sen. in Adorf gebaut worden war. Als nachfolgendes Modell entwickelte er Anfang der 1830er Jahre die Neumainzer Maschine, eine modifizierte Bauweise zu den Ventilen der Instrumentenbauer Kail und Riedl.
Müller pflegte persönlichen Kontakt zu dem Musiktheoretiker und Juristen Gottfried Weber, der als Gründer der Zeitschrift Cäcilia Berichte über Müllers Arbeit veröffentlichte.
Eines von Müllers Zielen war es, alle gebräuchlichen Holzblasinstrumente in gleicher Qualität auch in Metall herzustellen. Im Jahre 1840 schien sich schließlich ein erster Erfolg abzuzeichnen, wie man in der folgenden Anzeige lesen kann, die C. A. Müller in der Allgemeinen Musikalischen Zeitung und der Neuen Zeitschrift für Musik veröffentlichte:
Anzeige von Blasinstrumenten aus Messing

„Seit einer Reihe von Jahren beschäftigte ich mich mit Versuchen, welche den Zweck hatten, alle bisher gebräuchlichen Blasinstrumente von Holz in gleicher Güte auch in Metall darzustellen.

Meine vielfältigen Bemühungen sind endlich mit dem erwünschten Erfolge gekrönt worden. Eine so eben verfertigte Klarinette, ganz aus Messing bestehend, woran nichts als das Köpfchen von Holz ist, wurde nicht allein hier in Mainz von allen Sachkennern als in jeder Hinsicht befriedigend und vorzüglich gefunden,sondern auch namentlich in Darmstadt geprüft und mir darüber von dem Herrn Kapellmeister Mangold und Herrn Konzertmeister Schlösser, so wie von Seiten des Gewerbevereins für das Grossherzogthum Hessen äusserst schmeichelhafte Anerkennungszeugnisse ausgestellt.

Die besondern Vorzüge meiner Instrumente vor den aus Holz verfertigten bestehen erstlich in dem weichen und geschmeidigen Ton, der ohne Mühe vom leisesten Piano bis ins stärkste Forte sich anschwellen lässt, und dessen Bildung durch den Luftzwischenraum der doppelten Röhren erzeugt wird, welche ich dabei anwende, ferner in der vollkommensten Reinheit, die durchaus keiner Temperatur unterworfen ist, endlich sind solche Instrumente niemals der Fäulniss unterworfen, und die Löcher können nie ausgegriffen werden. Indem ich daher meine Erfindung allen betreffenden Künstlern, denen die immer grössere Ausbildung ihres Instrumentes am Herzen liegt, bekannt mache, erbiete ich mich zugleich zur Verfertigung jeder Art von Blasinstrumenten als Flöten, Oboen, Klarinetten, Fagotten u. s. w. und garantire bei möglichst billigen Preisen für die Untadelhaftigkeit und Dauer derselben. Mainz, den 13. August 1840“

Für seine Errungenschaften, die die Entwicklung im Bereich des Musikinstrumentenbaus stark vorantrieben, wurde er zum Großherzoglich-Hessischen Hofinstrumentenmacher ernannt. Im Jahr 1851 wurden Instrumente aus seiner Manufaktur auf der ersten Londoner Weltausstellung gezeigt.
Müller lebte und wirkte noch bis zu seinem Tod 1870 in Mainz. Die Firma C. A. Müller Musikinstrumenten-Fabrik, die zunächst von Müllers Nachkommen geführt wurde (C. A. Müller Nachf. Fabrikation von Metallblasinstrumenten, Lyren und Schellenbäumen), ging später an Friedrich Max Enders über (Max Enders, vorm. C. A. Müller). Der Glanz der Firma konnte sich auch unter dessen Führung halten. Das von Müller gegründete Unternehmen konkurrierte zeitweise mit der Mainzer Firma Gebrüder Alexander.
Die von Müller gefertigten Klappentrompeten Nr. 1839–1841 wurden von dem bekannten Instrumentensammler Paul de Wit (1852–1925) um 1893 von Ferdinand August Müller, dem Sohn des Herstellers, erworben und in Leipzig ausgestellt. Im Jahr 1905 verkaufte de Wit seinen gesamten Bestand an den Kölner Papierfabrikanten Wilhelm Heyer (1849–1913).
Seit 1926 werden die Instrumente im Musikinstrumentenmuseum der Universität Leipzig ausgestellt.

## Familie
August Müller war der Sohn von Johann Adam Müller und dessen Ehefrau Johanna Magdalena Müller, geb. Hertel (1770–1853). Im Jahr 1832 heiratete er in Mainz in der Kirche St. Ignaz Katharina Wagner, mit der er bereits einige Jahre zusammengelebt hatte. Ihre Tochter Caroline Josephine Auguste Müller (1826–1885) und deren Ehemann, der Mainzer Kaufmann, Fotograf und Auswanderungsagent Philipp Müller (1822–1867), waren die Großeltern des Frankfurter Stadtdirektors Adolf Dannhof (1880–1956), der wiederum der Vater von Edith Dannhof (1906–2001) war. Edith Dannhof war mit einem Enkel von Heinrich Siesmayer und Sohn von Philipp Siesmayer verheiratet.